# Cambodia Angkor Air

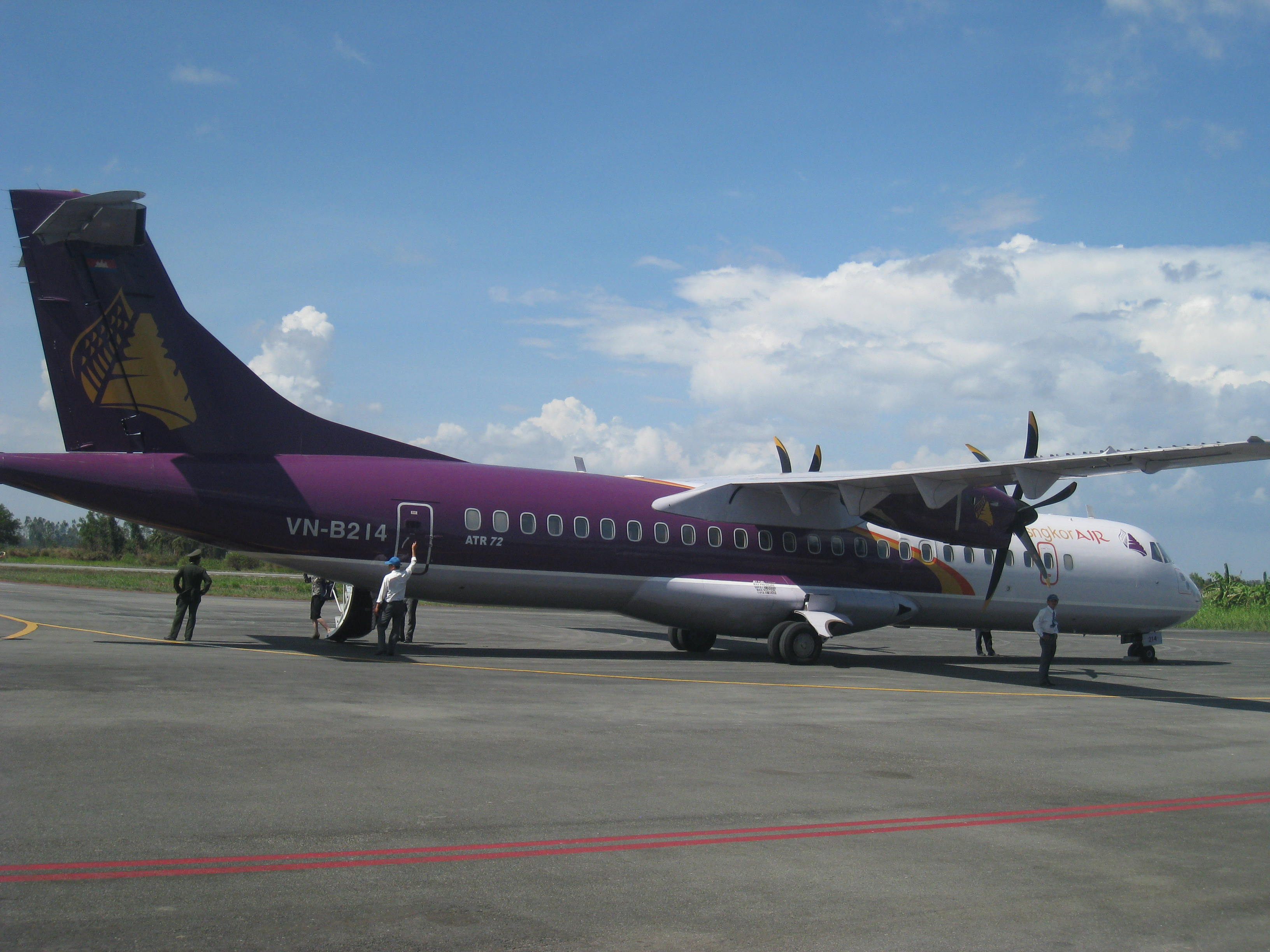
Cambodia Angkor Air ATR 72 в аэропорту Камау, Вьетнам

Cambodia Angkor Air (кхмер. កម្ពុជាអង្គរអ៊ែរ) — национальная авиакомпания Камбоджи со штаб-квартирой в Пномпене. Компания начала операции 28 июля 2009 года. 51 % компании принадлежит правительству Камбоджи, 49 % — компании «Вьетнамские авиалинии», с которой у Cambodia Angkor Air имеется соглашение о совместной коммерческой эксплуатации рейсов.

## История
Компания Cambodia Angkor Air была образована 27 июля 2009 г., чтобы заменить обанкротившуюся в 2001 г. национальную авиакомпанию Royal Air Cambodge и сконцентрироваться на туристических перевозках в Сиемреап.

## Пункты назначения
Cambodia Angkor Air обслуживает следующие пункты назначения.
- Камбоджа
  - Пномпень — Международный аэропорт Пномпень (порт приписки)
  - Сиемреап — Международный аэропорт Сиемреап (порт приписки)
  - Сиануквиль — Международный аэропорт Сиануквиль
- Таиланд
  - Бангкок — Международный аэропорт Суварнабхуми
- Вьетнам
  - Хошимин — аэропорт Таншоннят
  - Ханой — аэропорт Нойбай
- Китай
  - Гуанчжоу - Международный аэропорт Байюнь
  - Шанхай - Международный аэропорт Пудун

## Флот
По состоянию на 22 июня 2014 г. флот Cambodia Angkor Air состоял из следующих самолетов средним возрастом 5.5 лет:
- 4 Airbus A321-200
- 2 ATR 72-500